# Henry McMaster
Henry Dargan McMaster (Columbia (South Carolina), 27 mei 1947) is een Amerikaans politicus van de Republikeinse Partij. Sinds 2017 is hij de gouverneur van de Amerikaanse staat South Carolina.

## Levensloop
Henry McMaster werd geboren in Columbia, de hoofdstad van South Carolina. Na de middelbare school studeerde hij geschiedenis aan de Universiteit van South Carolina, waar hij in 1969 zijn bachelor behaalde. Aansluitend studeerde hij rechten aan dezelfde universiteit.
Na zijn studie werkte McMaster tot 1974 als assistent van senator Strom Thurmond in Washington. Vervolgens maakte hij deel uit van het advocatenkantoor Tompkins en McMaster. Bijna drie decennia lang was hij advocaat op zowel staatsniveau als federaal niveau.
Op aanbeveling van senator Thurmond werd McMaster in 1981 door president Ronald Reagan voorgedragen als officier van Justitie voor het district van South Carolina. Tijdens zijn ambtstermijn, die vier jaar duurde, verkreeg McMaster vooral bekendheid met Operation Jackpot, een federaal onderzoek naar marihuanasmokkel in de staat. Uiteindelijk werden meer dan honderd personen gearresteerd voor misdaden die verband houden met de smokkel van drugs. McMaster bekleedde tal van persconferenties tijdens het proces en kreeg hierbij veel lof toegezwaaid voor zijn transparante manier van werken.
In 1986 deed McMaster namens de Republikeinse Partij een gooi naar de zetel van South Carolina in de Amerikaanse Senaat. Hij werd in de algemene verkiezing echter verslagen door de zittende Democratische senator Ernest Hollings. In 1990 werd McMaster de Republikeinse kandidaat voor de functie van luitenant-gouverneur van South Carolina, maar verloor ook deze verkiezing van een zittend Democraat: Nick Theodore. Door gouverneur Carroll A. Campbell werd McMaster in 1991 benoemd om zitting te nemen in een commissie betreffende het hoger onderwijs. Hij diende van 1991 tot 2003 tevens in het bestuur van de beleidsraad van South Carolina.
In 1993 werd McMaster verkozen tot voorzitter van de Republikeinse Partij in South Carolina. Hij werd driemaal herkozen. In deze functie was hij ook lid van het Republikeinse Nationale Comité. Onder zijn voorzitterschap behaalden de Republikeinen in South Carolina grote successen: de partij veroverde in 1994 het Huis van Afgevaardigden en in 2000 de Senaat.
In 2002 werd McMaster verkozen tot procureur-generaal (attorney general) van South Carolina. Hij trad aan in januari 2003 en werd herkozen in 2006. In 2010 deed hij mee aan de gouverneursverkiezingen, maar werd verslagen in de Republikeinse voorverkiezing, waarin hij als derde eindigde. McMaster kampte tijdens zijn campagne met hoge schulden en aanvaardde 70.000 dollar aan donaties, waarmee hij de wettelijke limiet ruim overschreed. In 2015 werd om die reden een onderzoek naar hem gestart.

### Luitenant-gouverneur en gouverneur
In 2014 stelde McMaster zich nogmaals kandidaat om luitenant-gouverneur te worden. Anders dan in 1990 werd hij nu wel verkozen. Tijdens de campagne werd hij door zijn Democratische opponent Bakari Sellers opgeroepen tot het neerleggen van zijn lidmaatschap van de Forest Lake Country Club, die naar verluidt zwarte Amerikanen zou uitsluiten. McMaster werd hierdoor in verlegenheid gebracht, maar ontkende dat de club een beleid van rassendiscriminatie hanteert. In november 2014 wist McMaster de verkiezing te winnen met ruim 58% van de stemmen.
Op 14 januari 2015 werd hij ingezworen als luitenant-gouverneur. Hij diende onder gouverneur Nikki Haley, die op dezelfde datum begon aan haar tweede ambtstermijn. Toen Haley in januari 2017 echter tussentijds vertrok om ambassadeur van de Verenigde Staten bij de Verenigde Naties te worden, nam McMaster het gouverneurschap van South Carolina over. Hij mocht de termijn van Haley, die nog twee jaar doorliep, voltooien en stelde zich bij de gouverneursverkiezingen van 2018 verkiesbaar voor een volledige eigen termijn. McMaster werd, ten koste van de Democratische kandidaat James Smith, gemakkelijk verkozen en op 9 januari 2019 beëdigd.
- Gemeinsame Normdatei: 1181903009
- Virtual International Authority File: 7155409593008740156